# Los tres mosqueteros: Milady
Los tres mosqueteros: Milady (título original en francés: Les Trois Mousquetaires: Milady) es una película épica de acción y aventuras francesa y la segunda de una saga de dos partes dirigida por Martin Bourboulon. La primera fue Los tres mosqueteros: D'Artagnan y ambas están basadas en la novela Los tres mosqueteros de Alejandro Dumas de 1844. La película está protagonizada por François Civil, Vincent Cassel, Pio Marmaï, Romain Duris y Eva Green en los papeles principales. El estudio cinematográfico Pathé la estrenó en cines en Francia el 13 de diciembre de 2023.
La saga de dos partes está coproducida por Francia, Alemania y España y cuenta con un presupuesto de 72 millones de euros, con 36,1 millones para Milady. Ambas se filmaron de forma consecutiva durante 150 días, desde el 16 de agosto del 2021 hasta el 3 de junio del 2022.
La película recibió críticas generalmente positivas y vendió más de dos millones de entradas en Francia. Recibió seis nominaciones a los Premios César 2024.

## Sinopsis
Constance Bonacieux es secuestrada ante los ojos de D'Artagnan. En una frenética búsqueda para salvarla, el joven mosquetero se ve obligado a aliarse con la misteriosa Milady de Winter. Cuando se declara la guerra, Athos, Porthos y Aramis ya se han unido al frente. Además, un terrible secreto del pasado hará añicos todas las viejas alianzas.

## Elenco
- François Civil como D'Artagnan
- Vincent Cassel como Athos
- Pio Marmaï como Porthos
- Romain Duris como Aramis
- Eva Green como Milady de Winter
- Lyna Khoudri como Constance Bonacieux
- Louis Garrel como rey Luis XIII
- Vicky Krieps Como Ana de Austria
- Jacob Fortune-Lloyd como el duque de Buckingham
- Alexis Michalik como Villeneuve de Radis
- Patrick Mille como Henri de Talleyrand-Périgord
- Iván Franek como Ardanza
- Ralph Amoussou como Hannibal
- Thibault Vinçon como Horace Saint Blancard, líder de las rebeliones hugonotas.
- Camille Rutherford como Mathilde d'Herblay

## Producción
La idea del proyecto comenzó en 2019, cuando el productor Dimitri Rassam pasó el año buscando un tema que pudiera desencadenar un verdadero evento en la pantalla grande e hizo una lista de obras que quería producir, y una de ellas se destacó: la novela de 1844 Los tres mosqueteros de Alexandre Dumas. En diciembre de 2019, Rassam se reunió con el director Martin Bourboulon en un restaurante de París para hablar de su deseo de adaptar la novela. Durante la reunión, Bourboulon recordó la película de 1994 La venganza de los mosqueteros dirigida por Bertrand Tavernier, que fue producida por su padre, Frédéric Bourboulon. Durante el verano de 1993, Bourboulon, de 14 años, visitó con su padre el plató de La venganza de los mosqueteros y quedó impresionado con los decorados de la película que se estaba rodando en las callejuelas medievales de Sarlat-la-Canéda y en el foso del Chateau de Biron. Con el acuerdo verbal de Bourboulon, Rassam reclutó a un dúo de guionistas experimentados: Matthieu Delaporte y Alexandre de La Patellière, y ambos aceptaron de inmediato.
El 13 de mayo de 2020, se celebró una reunión en París en las oficinas de Chapter 2, la productora de Rassam. Una videoconferencia con Ardavan Safaee, presidente de Pathé Films, Rassam, Bourboulon, Delaporte y La Patellière. Los dos guionistas presentaron un guion gráfico de 60 páginas, resumiendo el argumento para el proyecto. Cinco horas después, se aprobó el montaje y se puso en marcha la preparación de la película, aunque el guion aún no estaba terminado. Al contrario de las adaptaciones anteriores de la novela, Matthieu Delaporte y Alexandre de La Patellière querían hacer de la obra de Dumas «un thriller en un mundo violento». Rassam describió el proyecto como «una respuesta a las franquicias estadounidenses».
El 29 de junio de 2020, El director ejecutivo de Pathé, Jérôme Seydoux, anunció que su compañía adaptaría al cine una nueva versión de Los tres mosqueteros. El guion comenzó a escribirse en el verano de 2020. El 14 de octubre de 2020, la productora anunció que la película se dividiría en dos partes tituladas D'Artagnan y Milady, respectivamente, con Martin Bourboulon como director de ambas películas con un guion escrito por Matthieu Delaporte y Alexandre de La Patellière y se esperaba que el rodaje comenzara en Francia en el verano de 2021 y durara siete meses. Pathé también anunció que ambas películas se estrenarían en 2023.
El proyecto se anunció el 11 de febrero de 2021. Producido por Dimitri Rassam para la cadena francesa Chapter 2, una empresa de Mediawan y el estudio francés Pathé, las películas están coproducidas por M6 Films, la alemana Constantin Film, la española DeAPlaneta y la belga Umedia. La producción fue precomprado por M6, OCS y Canal Plus. El presupuesto de producción combinado de las dos películas fue de 72 millones de euros (36,08 millones de euros para D'Artagnan y 36,16 millones de euros para Milady). Lo que la convierte en la producción francesa más cara de 2023. Los guionistas de ambas películas son Matthieu Delaporte y Alexandre De La Patellière. Guillaume Roussel fue el encargado de escribir la partitura. Pathé estrenará la película en cines en Francia y se encargará de las ventas internacionales.
Esta es la primera adaptación cinematográfica francesa de Los tres mosqueteros en 62 años. La producción anterior fue la saga en dos partes de Bernard Borderie estrenada en 1961. El director de la cinta Martin Bourboulon dijo que las inspiraciones para esta nueva adaptación fueron The Duellists (1977), Raiders of the Lost Ark (1981), Cyrano de Bergerac (1990), La reine Margot (1994), Gladiator (2000), y El renacido (2015).
Esta nueva adaptación de la novela de Alejandro Dumas de 1844, Los tres mosqueteros, presenta un nuevo personaje, Hannibal, basado en la historia real de Louis Anniaba, el primer mosquetero negro en la historia de Francia.

### Rodaje
Las dos películas se rodaron consecutivamente durante 150 días en Francia, en lugares emblemáticos como el Palacio del Louvre, el Hôtel des Invalides, los castillos ("châteaux") de Fontainebleau y Saint-Germain-en-Laye, Fort-la-Latte y el palacio de Chantilly, así como la ciudadela de Saint-Malo y el centro histórico de la ciudad de Troyes. El rodaje comenzó el 16 de agosto de 2021 y finalizó el 3 de junio de 2022 en el Château de Farcheville. En la producción se utilizaron 650 caballos y 9000 extras.

### Posproducción
Tras los comentarios del público sobre la primera película, el director Martin Bourboulon corrigió la colorimetría de Los tres mosqueteros: Milady que en la primera película, Los tres mosqueteros: D'Artagnan se consideraba «demasiado oscura». «Nos dimos cuenta de que algunas escenas de la primera película eran un poco densas. El encanto de hacer dos películas al mismo tiempo es que pudimos reelaborarlas. Estuvimos atentos a eso. Como sabemos que no todos los cines están calibrados de la misma manera en Francia, estuvimos un poco atentos para asegurarnos de que la imagen fuera lo más clara y legible posible», dijo Bourboulon a BFM TV. El director también afirmó que esto se había planeado mucho antes del estreno de la primera película, porque Milady se desarrolla principalmente al aire libre y junto al mar, lo que impulsó a los realizadores a aclarar las imágenes. Bourboulon también dijo que las imágenes de la primera película no serán reelaboradas para que parezcan más claras.

## Banda sonora
El álbum con la banda sonora oficial de la película compuesta por Guillaume Roussel, fue lanzado mediante streaming y descarga digital por Milan Records el 13 de diciembre de 2023. Se lanzó una versión en CD el 15 de diciembre de 2023.

### Lista de canciones
Todas las canciones escritas y compuestas por Guillaume Roussel.. 
| Les Trois Mousquetaires : Milady (Bande originale du film) |                           |          |  |
| N.º                                                        | Título                    | Duración |  |
| 1.                                                         | «Vers la Rochelle»        | 03:14    |  |
| 2.                                                         | «Milady et d'Artagnan»    | 04:10    |  |
| 3.                                                         | «Sortie en ville»         | 02:36    |  |
| 4.                                                         | «Un amour maudit»         | 02:28    |  |
| 5.                                                         | «Citadelle»               | 06:45    |  |
| 6.                                                         | «La prière de d'Artagnan» | 03:20    |  |
| 7.                                                         | «Richelieu»               | 02:48    |  |
| 8.                                                         | «Benjamin au pilori»      | 03:17    |  |
| 9.                                                         | «Athos et Benjamin»       | 02:10    |  |
| 10.                                                        | «Une dernière volonté»    | 04:14    |  |
| 11.                                                        | «Le feu qui te consumera» | 02:59    |  |
| 12.                                                        | «Procès Tréville»         | 02:36    |  |
| 13.                                                        | «Athos et Joseph»         | 02:57    |  |

## Estreno

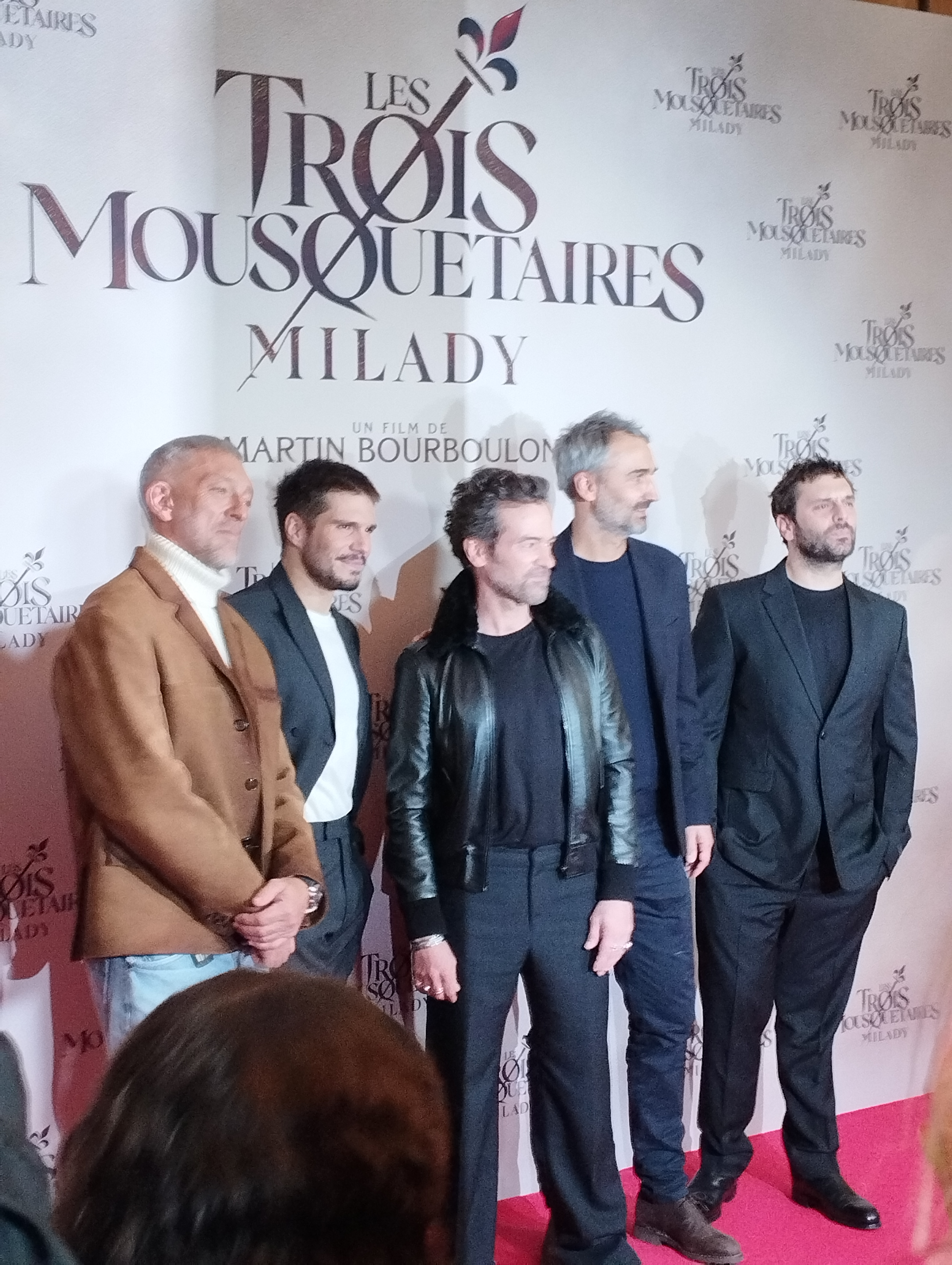
Vincent Cassel, François Civil, Romain Duris, Martin Bourboulon y Pio Marmaï en el estreno de la película en el Grand Rex, en diciembre de 2023.

La película se estrenó mundialmente en el Festival de Cine Francés Varilux en Río de Janeiro (Brasil) el 18 de noviembre de 2023, luego se estrenó en cines en Francia por Pathé el 13 de diciembre de 2023 y en Alemania por Constantin Film el 14 de diciembre de 2023. En España la película la estrenó la productora DeAPlaneta el 26 de enero de 2024.

## Recepción

### Respuesta de la crítica
AlloCiné, una página web de cine francés, otorgó a la película una calificación media de 3,3/5, según una encuesta realizada a 36 críticos franceses. Rotten Tomatoes le da a  la película una puntuación del 91 % basada en 23 reseñas, con un promedio ponderado de 7,1/10.

### Taquilla
En su primer día de estreno en Francia, Los tres mosqueteros: Milady vendió 149 164 entradas en un total de 2670 proyecciones en 724 salas, debutando en el segundo puesto de taquilla entre las novedades en su primer día, detrás de Wonka (que vendió 184 927 entradas). Durante su primer fin de semana de estreno, la película vendió 611 371 entradas en 12 807 proyecciones en 724 salas, debutando en el segundo puesto de taquilla, detrás de Wonka (689 706 entradas). La película obtuvo 1 173 072 espectadores en su segunda semana de estreno y se situó en el tercer puesto de la taquilla francesa. En su cuarto fin de semana, la película superó los dos millones de entradas vendidas en Francia, quedando en el tercer puesto de la taquilla. En su quinto fin de semana, la película alcanzó las 2,3 millones de entradas vendidas en Francia y se situó en el cuarto puesto de la taquilla.
La película se estrenó en 164 salas del Reino Unido, donde debutó en el puesto 16 de taquilla, recaudando 80 106 dólares en su primer fin de semana. En la República Checa, la película se estrenó en 135 salas y debutó en el puesto número nueve, recaudando 25 320 dólares en su primer fin de semana.

## Series
El 21 de octubre de 2022, Pathé y Chapter 2 anunciaron que estaban desarrollando dos series de televisión derivadas tituladas Los orígenes de Milady y El mosquetero negro.

## Premios y nominaciones
| Premio        | Fecha de entrega      | Categoría                   | Nominado(s)                                                                  | Resultado | Ref    |
| ------------- | --------------------- | --------------------------- | ---------------------------------------------------------------------------- | --------- | ------ |
| Premios César | 23 de febrero de 2024 | Mejor fotografía            | Nicolás Bolduc                                                               | Nominado  | [ 36 ] |
| Premios César | 23 de febrero de 2024 | Mejor sonido                | David Rit, Gwennolé Le Borgne, Olivier Touche, Cyril Holtz, y Niels Barletta | Nominado  | [ 36 ] |
| Premios César | 23 de febrero de 2024 | Mejor banda sonora original | Guillaume Roussel                                                            | Nominado  | [ 36 ] |
| Premios César | 23 de febrero de 2024 | Mejor vestuario             | Thierry Delettre                                                             | Nominado  | [ 36 ] |
| Premios César | 23 de febrero de 2024 | Mejor decorado              | Stéphane Taillasson                                                          | Ganador   | [ 36 ] |
| Premios César | 23 de febrero de 2024 | Mejores efectos visuales    | Olivier Cauwet                                                               | Nominado  | [ 36 ] |